# FR-115,427
FR-115,427 je antagonist NMDA receptora.